# 1986 au Manitoba
Chronologie du Manitoba
- 1982
- 1983
- 1984
- 1985
- 1986
- 1987
- 1988
- 1989
- 1990

Cette page concerne des événements survenus en 1986 dans la province canadienne du Manitoba.

## Politique
- Premier ministre : Howard Pawley
- Chef de l'Opposition :
- Lieutenant-gouverneur : Pearl McGonigal
- Législature :

## Naissances
- 4 avril : Cam Barker (né à Winnipeg), joueur professionnel de hockey sur glace.

- 16 juillet : Dustin Boyd (né à Winnipeg), joueur professionnel de hockey sur glace canadien[1].

- 11 août : Eric Hunter (né à Winnipeg), joueur professionnel de hockey sur glace canadien.

- 5 décembre : Brennan Turner (né à Winnipeg), joueur professionnel canadien de hockey sur glace.